# 山口県立岩国高等学校広瀬分校
山口県立岩国高等学校広瀬分校（やまぐちけんりつ いわくにこうとうがっこう ひろせぶんこう）は、山口県岩国市錦町広瀬にある公立高等学校。山口県立岩国高等学校の分校。2025年（令和7年）3月31日で閉校した。

## 設置学科
全日制課程
- 普通科

## 沿革
- 1941年 - 山口県立広瀬農林学校として開校
- 1948年 - 学制改革により山口県立広瀬高等学校（普通科・農業科）と改称、定時制中心校、坂上・河山・高根・深須分校開校
- 1949年 - 定時制中心校廃止
- 1951年 - 定時制高須（高根・深須を統合）分校、本郷分校開校
- 1952年 - 定時制坂上分校廃止（独立して山口県立坂上高等学校となる）
- 1954年 - 普通科家庭コースを設置
- 1958年 - 定時制河山分校廃止
- 1962年 - 定時制高須分校廃止
- 1972年 - 定時制本郷分校廃止
- 1975年 - 農業科、普通科家庭コース廃止
- 2008年 - 敷地内に山口県立岩国高等学校広瀬分校を設置、広瀬高等学校の新規生徒募集を停止
- 2010年 - 広瀬高等学校を廃止
- 2025年 - 閉校[1]。

## 著名な卒業生
- 吉田治美（アナウンサー）
- 畑原基成（元山口県議会議長、元錦町長）

## 同窓会
- 紫明会（会長・畑原基成）

## アクセス
- 錦川鉄道錦川清流線 錦町駅より約600m